# Louhyny
Louhyny (en ukrainien : Лугини) ou Louguiny (en russe : Лугины) est une commune urbaine de l'oblast de Jytomyr, en Ukraine, et le centre administratif du raïon de Louhyny. Sa population s'élevait à 4 162 habitants en 2013.

## Géographie
Louhyny est arrosée par la rivière Jerev (Жерев) et se trouve à 91 km au nord de Jytomyr.

## Histoire
Louhyny a été fondée au début du XVIIe siècle et a le statut de commune urbaine depuis 1967.
Avant la Seconde Guerre mondiale, 20 % des habitants appartenaient à la communauté juive, ils seront assassinés lors d'exécutions de masse perpétrées par des allemands assistés de policiers locaux.

## Population
Recensements (*) ou estimations de la population :
| 1959* | 1970* | 1979* | 1989* | 2001* |
| ----- | ----- | ----- | ----- | ----- |
| 2 737 | 3 870 | 4 657 | 5 318 | 4 692 |

| 2009  | 2010  | 2011  | 2012  | 2013  |
| ----- | ----- | ----- | ----- | ----- |
| 4 324 | 4 268 | 4 220 | 4 186 | 4 162 |

## Transports
Louhyny se trouve à 109 km de Jytomyr par le chemin de fer et à 121 km par la route.